# Neuguinea-Perljunker
Der Neuguinea-Perljunker (Anampses neoguinaicus), auch Schwarzrücken-Junker genannt, ist eine Fischart aus der Familie der Lippfische (Labridae). Sie kommt im tropischen Indopazifik vor. Dort reicht ihr Verbreitungsgebiet von den Philippinen im Westen bis zu den Izu-Inseln im Norden und Tonga und den Fidschiinseln im Osten. Der Neuguinea-Junker kommt auch im Great Barrier Reef vor.

## Merkmale
Der Neuguinea-Perljunker wird maximal 20 cm lang. Der Rumpf ist seitlich abgeflacht; seine Höhe ist 2,9 bis 3,3 mal in der Standardlänge enthalten. Der Schwanzstiel ist länger als hoch; die kurze Schwanzflosse ist abgerundet oder schließt sie gerade ab. Das Maul ist klein und endständig, die Lippen sind etwas fleischig. An der Spitze jedes Kiefers befindet sich ein Paar großer nach vorn gerichteter Zähne, die oberen sind breit, die unteren konisch. Die übrigen Zähne sind sehr klein. Der Gaumen und der hintere Kieferbereich sind unbezahnt. Die Nasenöffnungen sind klein, die vorderen enden in kleinen Röhren, die hinteren haben vorne einen kleinen Hautlappen. Die Kiemenrechen sind kurz. Die Seitenlinie ist durchgehend. Sie verläuft zunächst über die oberen Körperseite und biegt unterhalb des neunten Rückenflossenstrahls nach unten ab um von da an bis zum Schwanzstiel auf der Mitte der Körperseiten zu verlaufen. Der Rumpf ist von kleinen Rundschuppen bedeckt; der Kopf ist bis auf kleine Schuppen im Nacken schuppenlos. Abgesehen von der Basis der Schwanzflosse sind die Flossen schuppenlos.
Morphometrie:
- Flossenformel: Dorsale IX/11–13; Anale III/11–13; Pectorale 12–14, Caudale 14.
- Schuppenformel: SL 26.
- Kiemenrechen: 14–25.
- Branchiostegalstrahlen: 6.

Wie viele andere Lippfische kann der Neuguinea-Perljunker in seinem Leben das Geschlecht wechseln und drei Farbphasen durchlaufen. Eine Juvenilphase, wenn er noch nicht geschlechtsreif ist, eine Initialphase als Weibchen oder Primärmännchen, die die Farbe der Weibchen haben, und eine Terminalphase als großes, ausgewachsenes Sekundärmännchen.
Der Rücken der Weibchen und der Primärmännchen ist schwarz mit kleinen blauen Punkten, die Körperseiten sind gelblich-weiß, der Bauch weiß. Große schwarze, blau umrandete Augenflecke befinden sich auf dem Kiemendeckel, sowie im hinteren Bereich von Rücken- und Afterflosse. Die Rückenflosse ist schwarz mit einem purpurnen Schimmer, die Afterflosse hellblau mit einem breiten schwarzen Streifen. Die Schwanzflosse ist weißlich und wird zum Ende hin zunehmend transparent. Die Flossenstrahlen der paarigen Flossen sind weiß. Bei den Sekundärmännchen verschwinden die Augenflecke, die Kopfoberseite wird dunkel rötlich mit gewundenen blauen Linien, die radial vom Auge ausgehen, und auf jeder einzelne Schuppen bildet sich eine kleine senkrechte blaue Linie. Auf dem Kiemendeckel liegt ein rotoranger Fleck und auch die Bauchflossen nehmen teilweise eine orange Färbung an. Die Brustflossen sind transparent. Die Körperseiten sind rosa.

## Lebensweise
Der Neuguinea-Perljunker lebt in geschützten, flachen Korallenriffen und auf mit Acropora bewachsenen Riffdächern in Tiefen von 4 bis 30 Metern und ernährt sich von kleinen bodenbewohnenden Wirbellosen. Jungfische leben allein zwischen Korallen, adulte Tiere in kleinen Gruppen mit mehreren Weibchen und einem dominanten Männchen.